# Royal Palm Beach
Royal Palm Beach is een plaats (village) in de Amerikaanse staat Florida, en valt bestuurlijk gezien onder Palm Beach County.

## Demografie
Bij de volkstelling in 2000 werd het aantal inwoners vastgesteld op 21.523.
In 2006 is het aantal inwoners door het United States Census Bureau geschat op 30.851, een stijging van 9328 (43.3%).

## Geografie
Volgens het United States Census Bureau beslaat de plaats een oppervlakte van
26,1 km², waarvan 25,6 km² land en 0,5 km² water.

## Plaatsen in de nabije omgeving
De onderstaande figuur toont nabijgelegen plaatsen in een straal van 16 km rond Royal Palm Beach.